# 平和主義

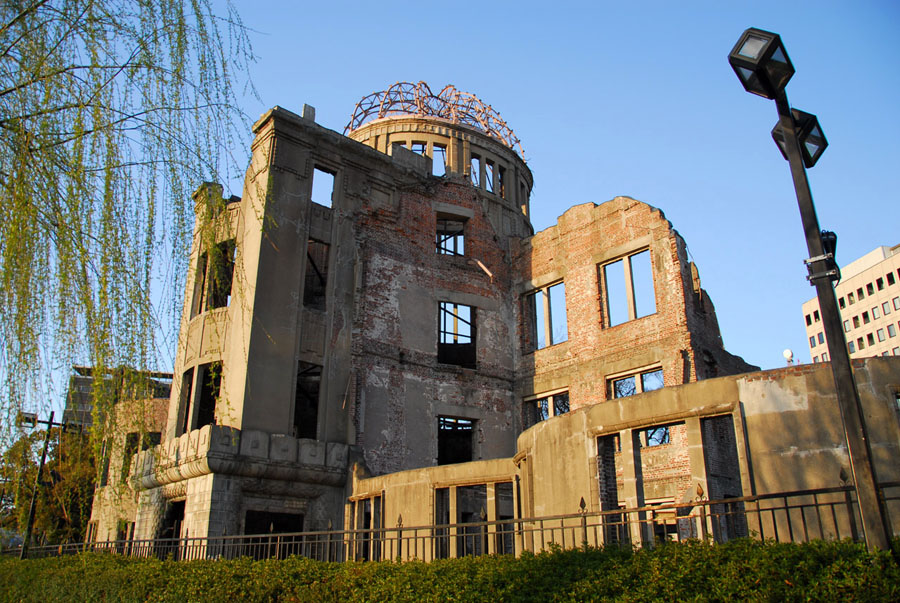
平和主義の象徴とされている世界遺産・広島市の原爆ドーム

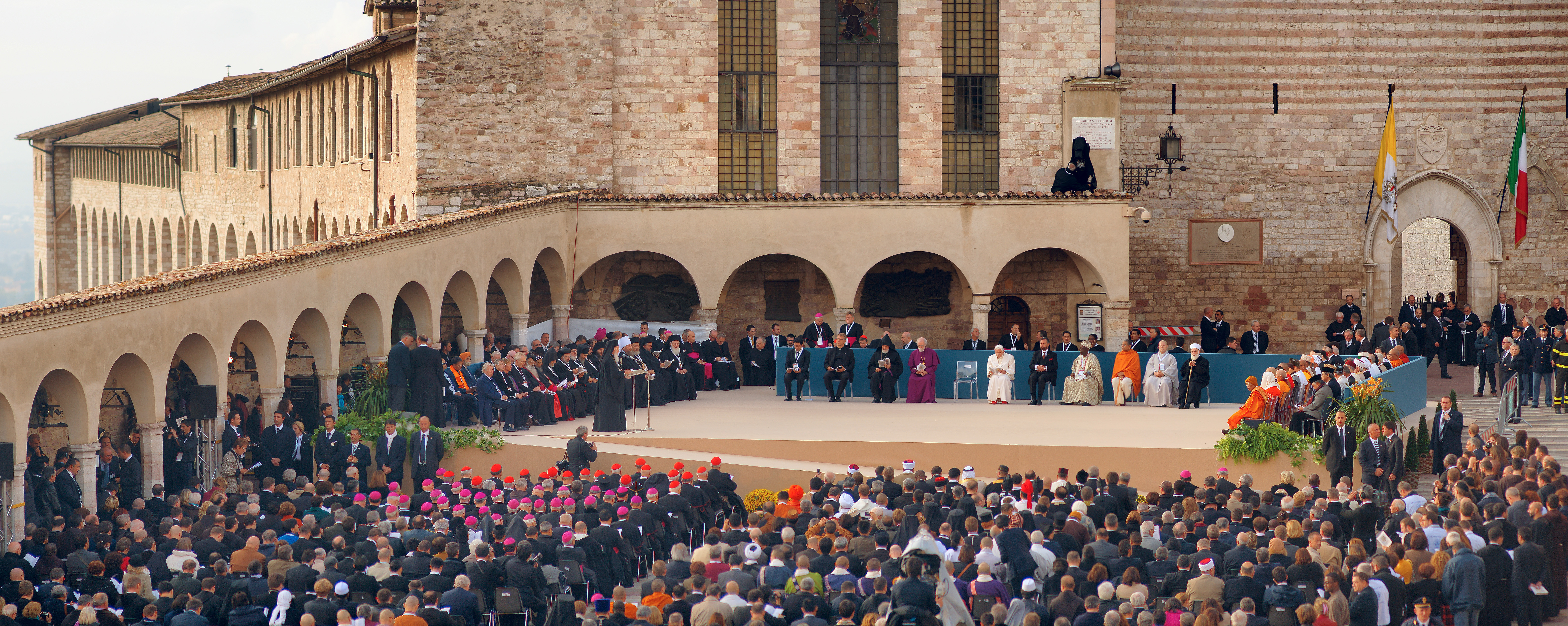
2011年の「世界平和のための祈りの日」行事（イタリア・アッシジ）

平和主義（へいわしゅぎ、Pacifism）とは、戦争や暴力に反対し、恒久的な平和を志向する思想的な立場。人権の経済的部分である経済的自由権・国際化・世界経済などと併せて、平和主義は資本主義とも関連している。『世界大百科事典』では、現代世界における支配的な平和の一つは「パックス・エコノミカ」（経済による平和）だとされている。第二次世界大戦後に平和主義を提唱している憲法は日本国憲法、フランス共和国憲法、イタリア共和国憲法などがあり、これらに伴い平和的生存権も注目されるようになった（日本やフランスなど西側諸国の憲法は、資本主義憲法（市民憲法）に分類されている）。

## 概説

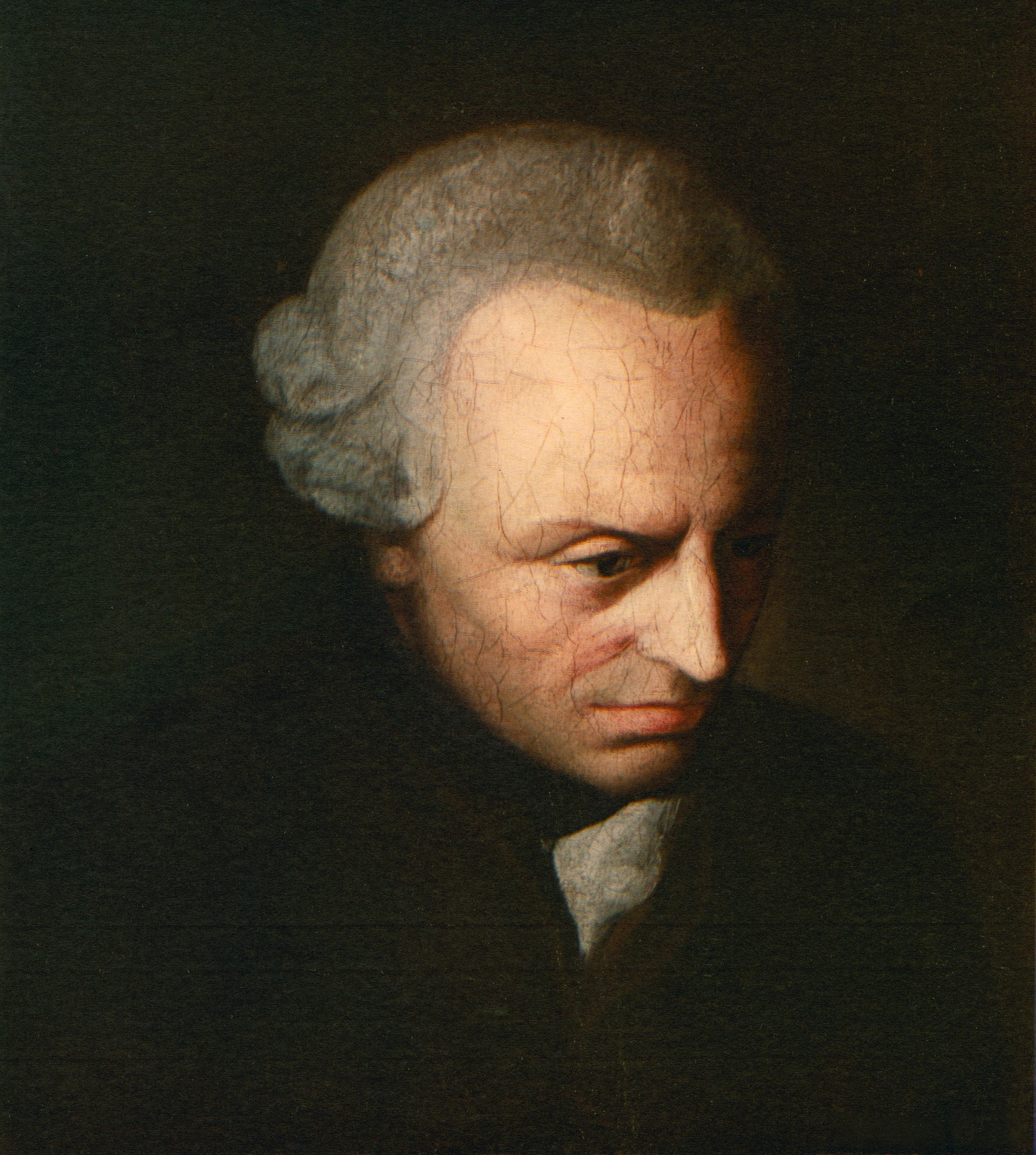
カント

平和主義は人間の共同体について幅広い関心を持っており、特に規範的な立場から戦争の廃止や暴力の抑制を主張することに特徴付けられる。平和主義者は一般に非暴力を肯定し、殺生を行わず、敵に対しても愛情を持ち、平和を構築していくために努力することをめざす。平和主義者は良心的兵役拒否に見られるように、しばしば戦闘に参加することを拒否し、同時に間接的に軍事行動に寄与するような労務を拒否する。

## 類型

### 絶対的平和主義
絶対的平和主義者（英:  absolute pacifist）は一般的に、人命は貴重なので、自己防衛においてさえも、人間は決して殺されるべきではなく戦争は決して引き起こすべきではないことを信奉するような者として、BBCによって描かれる。暴力は、傷ついたり殺されたりしているある人を助ける手段としてありえないから、その信念は矛盾なく耐えるには難しいものとして描かれる。このような平和主義者が、暴力は非暴力よりもさらに望ましくない結果に導くことを論理的に主張することができることも、さらに主張される。

### 相対的平和主義
正戦論を活用して、相対的平和主義（英: conditional pacifism）は、絶対的平和主義の立場から離れた立場の幅を提示する。防衛をすることをしてもよいが 防衛主義 （英語:  Defensivism ）の不履行を支持することではないしまた 干渉主義 （英:  interventionism）ではなおさらない、ひとつの相対的平和主義は通例の平和主義である。

## 歴史
平和主義の歴史的な展開を調べる上では、前近代の平和主義、近代の平和主義、そして現代の平和主義と便宜的に区分することができる。

### 前近代の平和主義

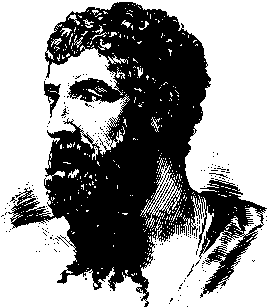
アリストファネス

素朴な平和主義の考え方は古より西欧だけでなく世界各地の文化として認められる。古代中国においては思想家墨子における非攻の考え方、墨守から非戦が挙げられる。日本でも最初の成文基本法である十七条憲法の中で「一に曰く、和（やわらぎ）を以（もち）て貴（たっと）しとし、忤（さか）ふること無きを宗とせよ。」と記述されている。

### 近代の平和主義

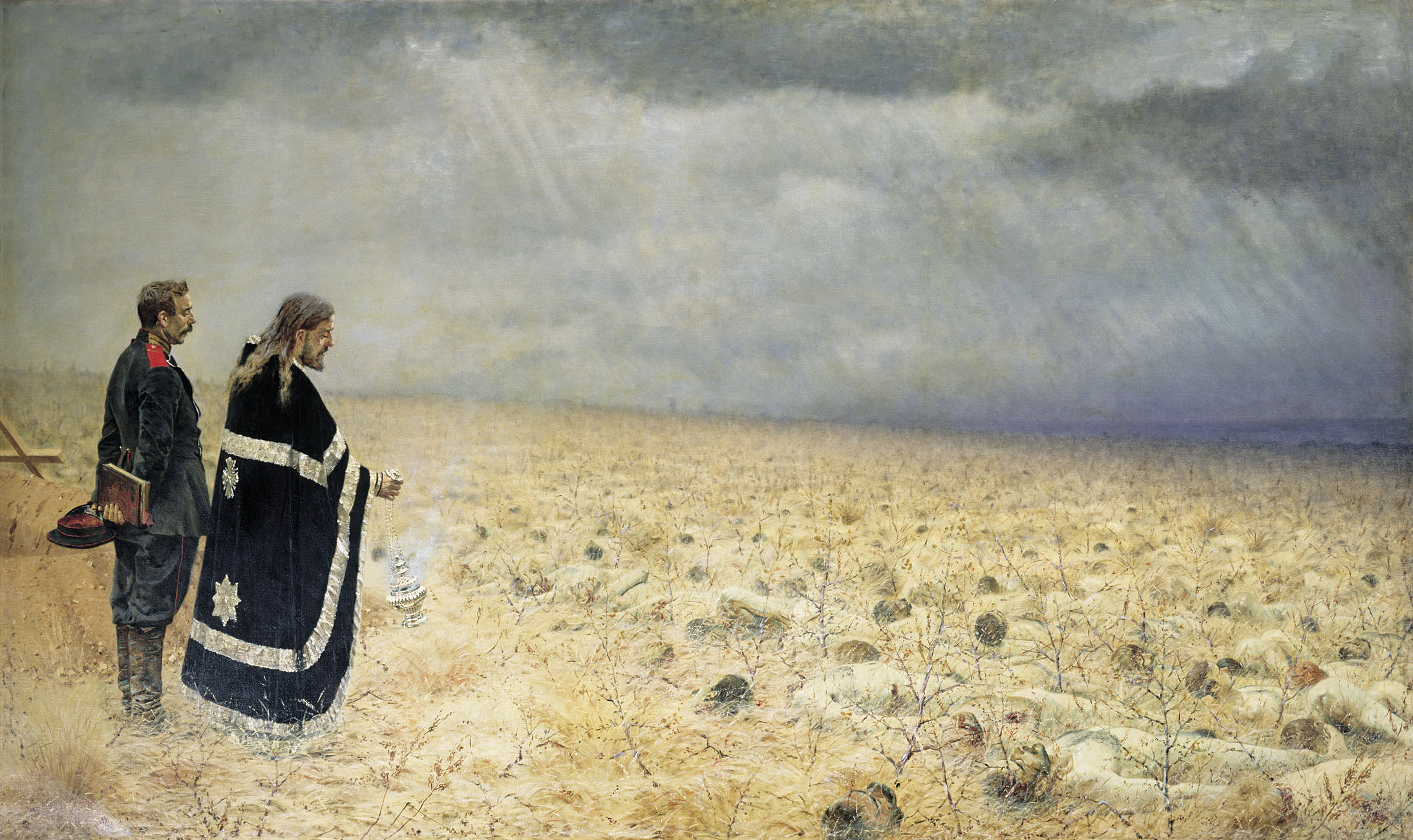
『敗北。パニヒダ。』（Побежденные. Панихида.）ヴァシーリー・ヴェレシチャーギンによる露土戦争の一場面を描いた油彩画。膨大な数の兵士達の遺体を前に、正教会の司祭が振り香炉を振りつつ、パニヒダを捧げている。

宗教戦争や近代戦争を歴史的な背景としながらヨーロッパを中心に戦争を抜本的に廃止するための試みが重要な政治的課題として検討されるようになる。
　18世紀のドイツの哲学者イマヌエル・カントはこれらの議論に哲学的な基礎付けを行い、古典的な平和主義の思想を確立した。カントの『永遠平和のために』の中でいくつかの提案を行っているが、その中でも共和制に基づいた政治体制の確立、そして共和制に基づいた国家の連合と国際法の秩序が必須の条件であると論じている。自由で平等な市民により民主的に統治された国家は戦争を忌避し、また共和制に基づいた国家連合もまた同様に戦争を回避しようとするとカントは考えていた。
第一次世界大戦の直前、ノーマン・エンジェルなどの多くの論客が、経済的相互依存と交通・通信技術の進展によって大国間戦争は経済的に非効率なものとなり、したがって大国間戦争は過去のものとなった、と主張した。しかし、ナショナリズムの高揚と帝国主義政策をバックとした第一次世界大戦が勃発すると平和主義者はより具体的な計画を必要とするようになった。
近代では商人（ブルジョア）は平和に、英雄（ヒーロー）は戦いに結び付けられて対立的に表現されてきた。マックス・ヴェーバー、ゲオルク・ジンメル、ヴェルナー・ゾンバルトなどの社会学者らは、戦争を精神的・宗教的に高く評価し、民営的・民主的なブルジョア社会（市民社会・資本主義社会）を非難した。例えばゾンバルトは、ブルジョア社会は国家の「破滅への道」であり、戦争は古き「英雄精神」を開花させ国家を救う、と述べた。
ドイツ・オーストリア・ハンガリーなどでは、戦争を理由に知識人が自由主義を捨て、左翼・右翼の原理主義に走るようになり、政治的二極化が起きた。このような人々は、資本主義（近代世界システム）を「改革」しようとはせず「超克」しようとした、とされている。
『十四か条の平和原則』（1918年）を発表したアメリカ合衆国の大統領ウッドロウ・ウィルソンによって主導された国際連盟の発足は、カント的な平和主義の構想を具体化したものであった。この取組みは第二次世界大戦によって一時的に失敗するが、戦後に改めて創設された国際連合は普遍的な国際機構として世界の平和を維持する役割が期待された。

### 現代の平和主義

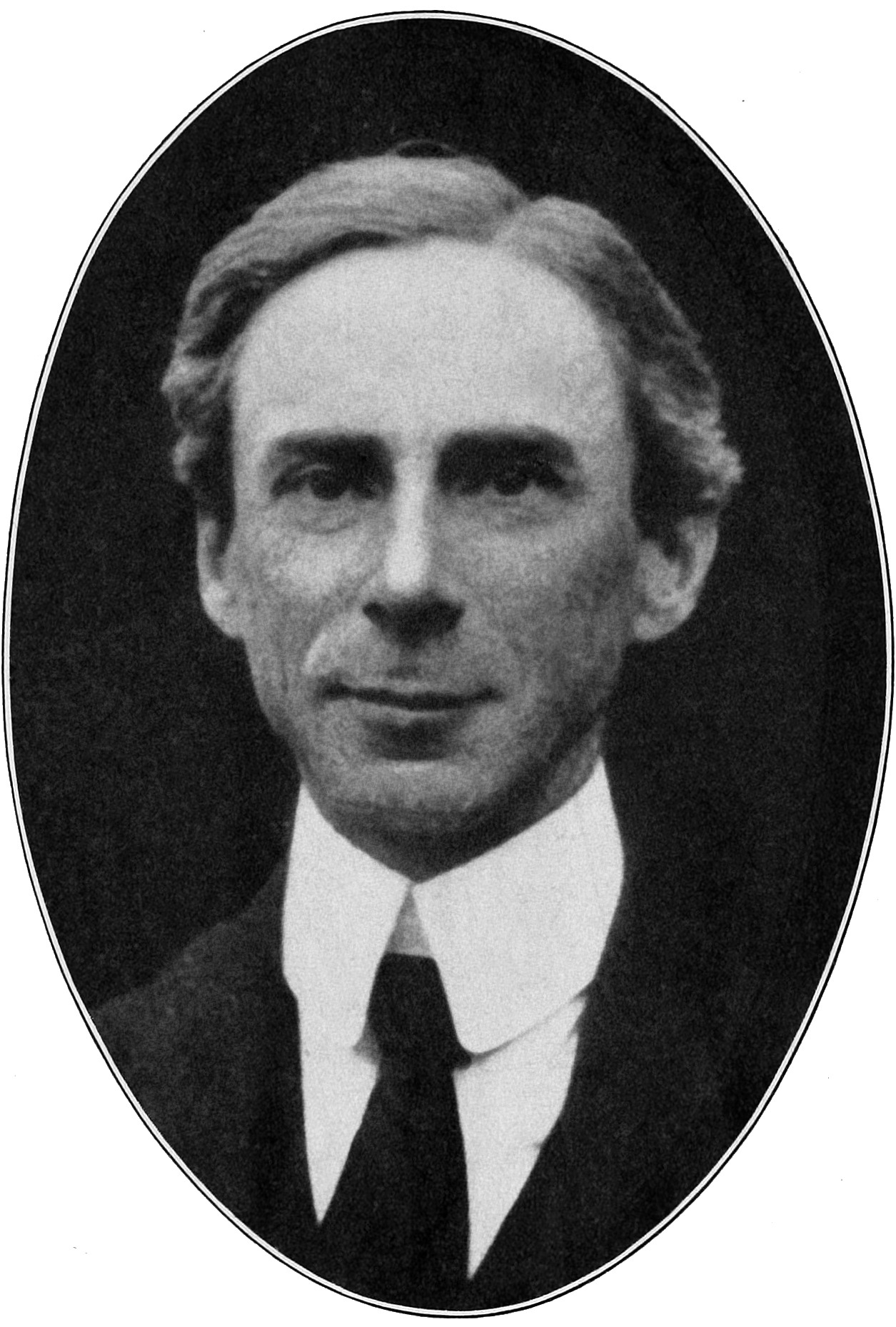
ラッセル

戦後に発生した核保有国であるアメリカ合衆国とソビエトの冷戦は従来の平和主義が目指していた平和の実現にとって修正を必要とするものであった。イギリスの哲学者バートランド・ラッセルは『変革する世界のための新しい希望』の中で核時代において平和を実現するためには世界国家を創設する以外に方法がないことを主張している。またフランスの哲学者レイモン・アロンは核兵器によって戦争が勃発する蓋然性は低下したものの、平和を実現する可能性はなくなったと考えていた。しかし、一方で異なる見解が政治学者ジョン・ルイス・ギャディスによって示されている。彼は二つの超大国による対立は国際関係の安定化をもたらし、局地的な紛争があったものの全体的には長い平和が実現されたと認識していた。だが、冷戦が終結すると新しい平和の問題が浮上し、テロリズム、貧困、内戦という戦争に至らないまでも人道の危機に陥っているために平和な状態とは言えない中間的な状態が頻発するようになる。平和学の提唱者であるヨハン・ガルトゥングは行為主体が特定できないような間接的、潜在的な暴力を構造的暴力として概念化し、これを取り除いた状態を改めて平和の目標と定め直している。また冷戦の終結は国際連合の平和維持活動にも発展の可能性を与え、事務総長ブトロス・ブトロス＝ガーリは『平和への課題』の中で平和執行という新しい活動を国連の平和活動として位置づけた。

## 資本主義と平和主義の関連

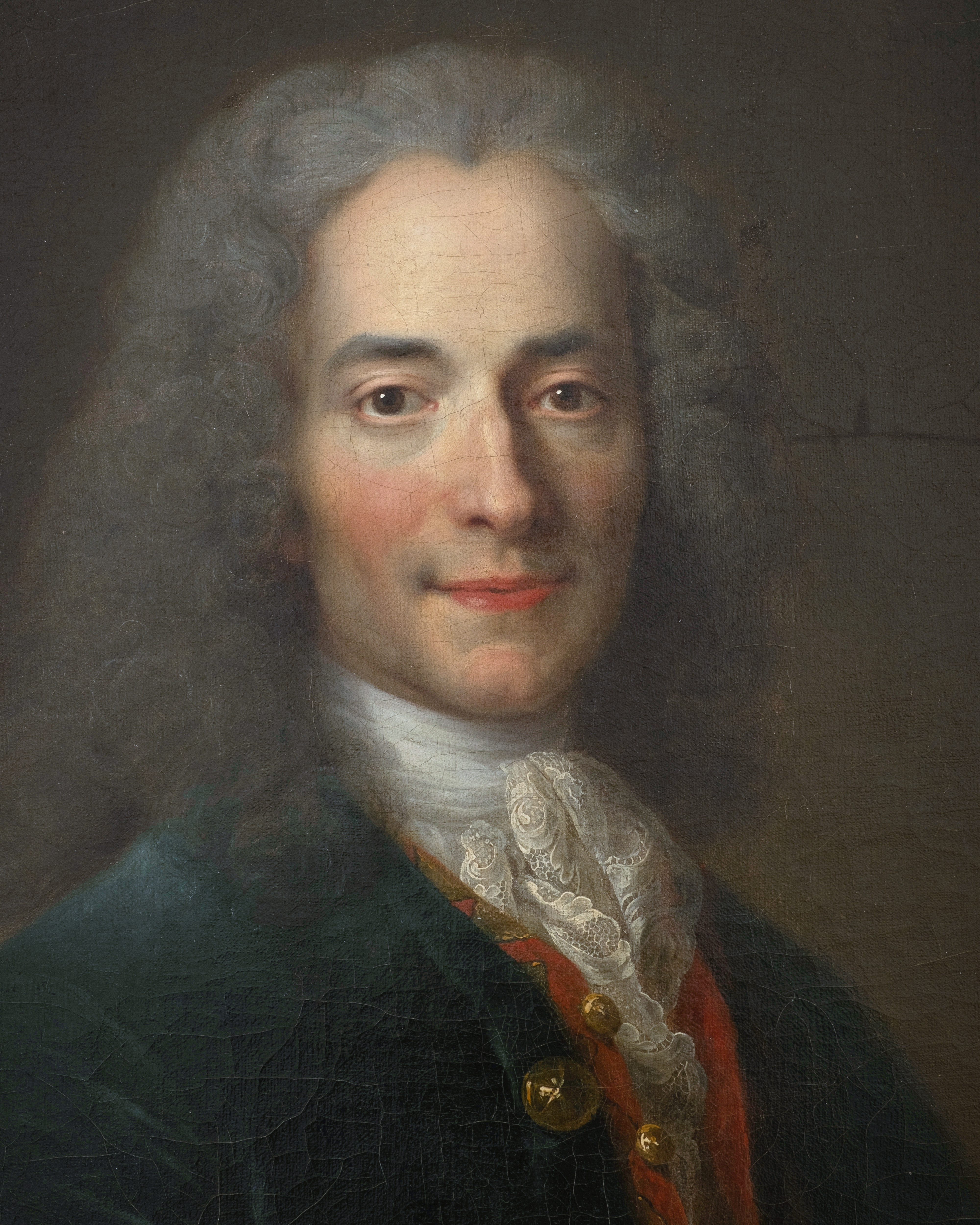
ヴォルテール

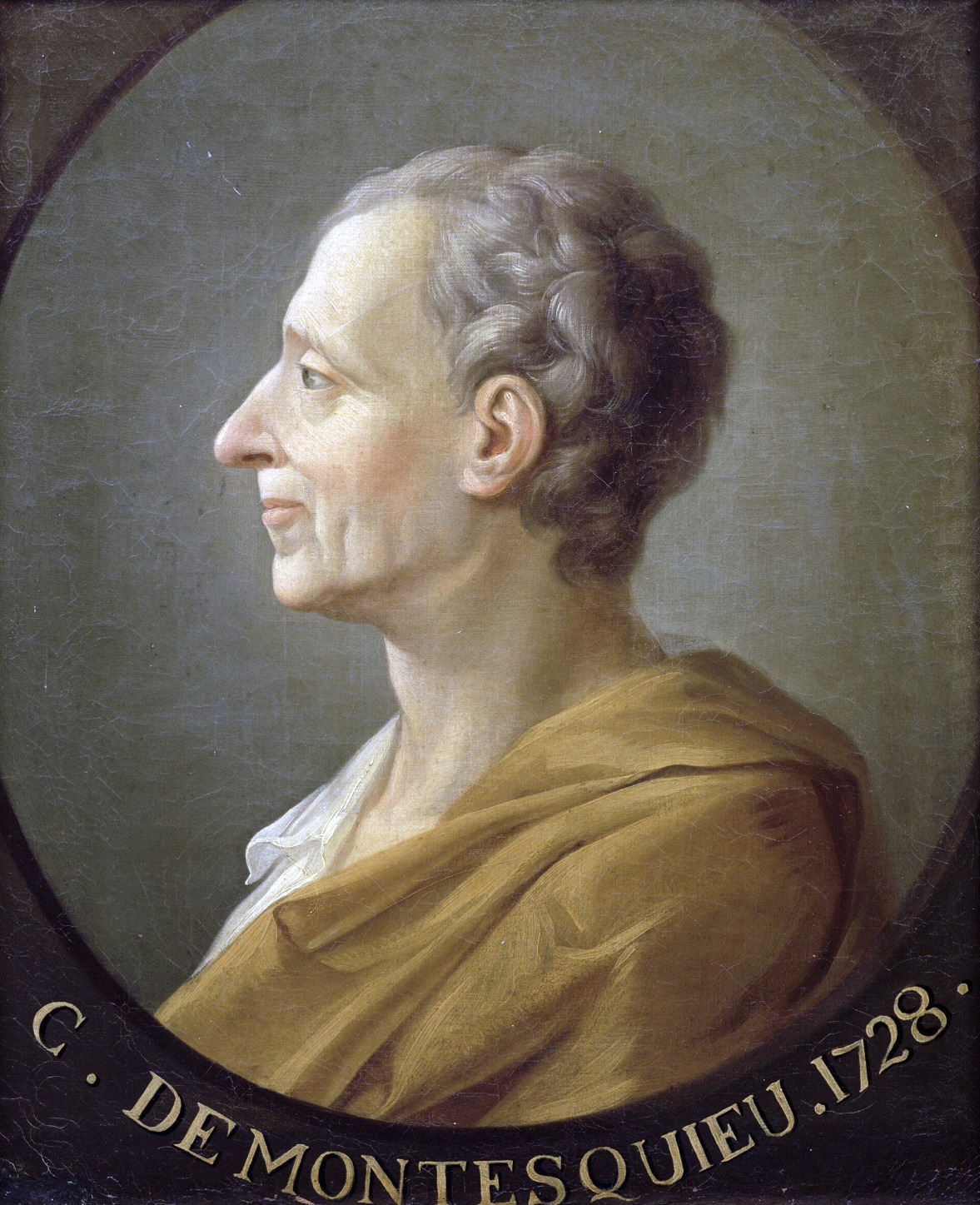
モンテスキュー

歴史学者ジェリー゠ミュラーの学術書『資本主義の思想史』（2018年　原著2002年）によると、資本主義下では様々な異なる宗教の信者同士であっても「平和」に取引しており、これをヴォルテールは重視した。例えばイギリスの王立証券取引所について、彼は次の通り記している。
ヴォルテールが見て取ったように、金銭は信条・人種といった違いを解消する。彼の資本主義観に共通する考えを持つモンテスキューは、市場が人々の気質を「温和」にすると述べている。17世紀を暴力的・軍事的な時代にした大きな要因は戦争（宗教戦争）であり、その影響は後世にも及んでいた。市場とは、そのような対立を弱めていったものである。
ヴォルテールからデヴィッド゠ヒューム、アダム゠スミスへと至る人々は、市民的な市場社会を先導した。彼らが探していたものは、利己心が社会に役立つ可能性だった。18世紀初頭になると、バーナード゠デ゠マンデヴィル流の資本主義観が現れた。この類の資本主義観によれば、暴力よりも私利私欲を追求することで生活・科学技術の革新が進んでいくと同時に、宗教・民族による対立や戦争は減少していく。その後はスミスが経済モデルを提供し、これによって国家間の関係をより「国際主義的」・「平和主義的」に捉えることができるようになったと考えられている。またマンデヴィル流の資本主義観は19世紀以降にも受け継がれており、この観点は資本主義に対する賛否の両論に共通している。

### 宗教や伝統への批判

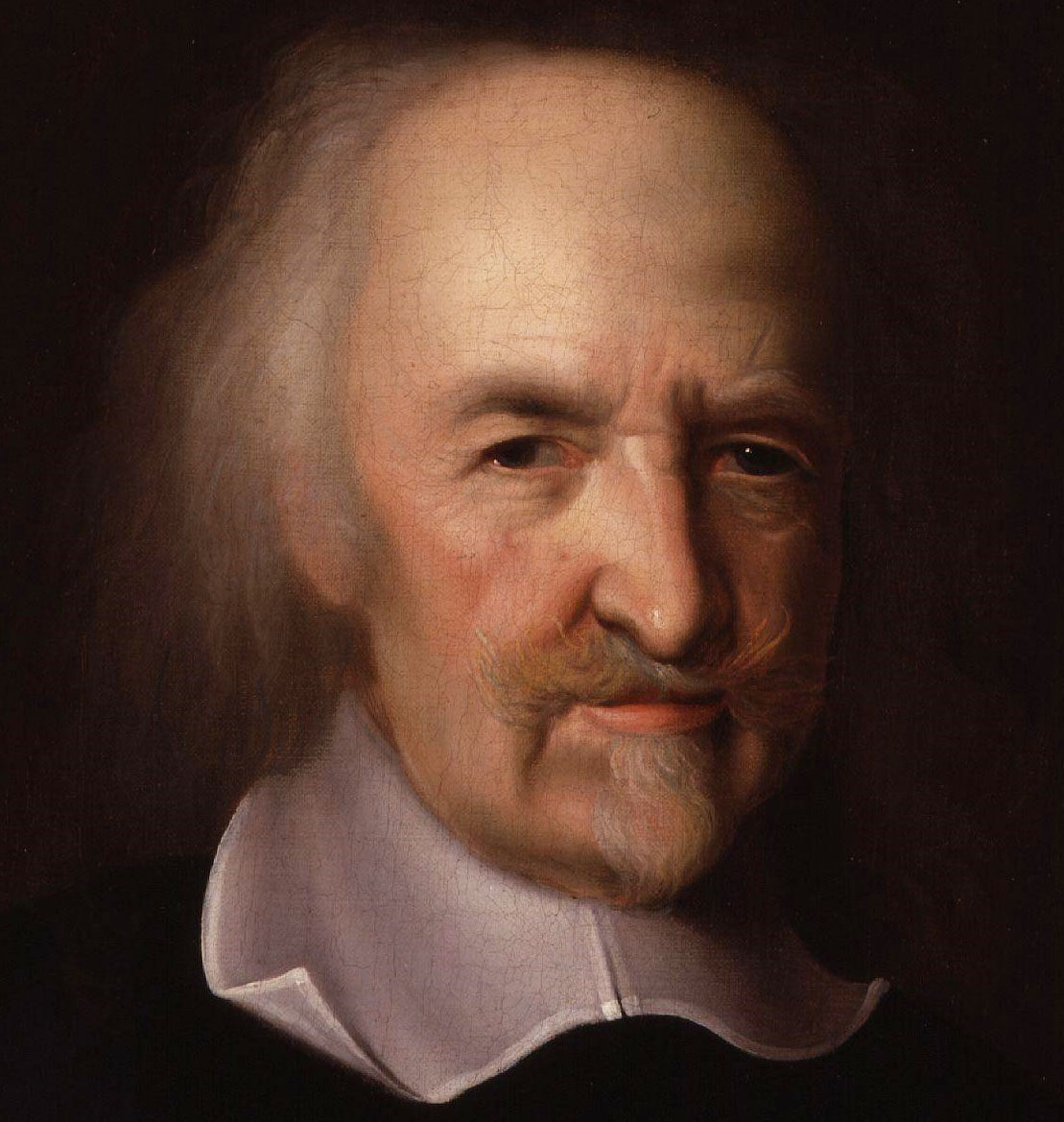
ホッブズ

ミュラーによれば、封建主義時代の特徴である土地は、当時の主要な生産手段であり、政治的・軍事的に支配されていた。このような状況下では、支払いの手段さえあれば誰にでも土地を売却するという資本主義的な行動はあり得ない。しかしこのような封建主義は1700年までに崩れつつあり、ヨーロッパの中で最も経済的に進歩した地域では廃れていた。
もともと宗教的だった戦争や、伝統的な国政は、トマス゠ホッブズなどの論者たちによって弱体化した。この17世紀の政治理論家たちは、宗教的迫害や戦争を防いで、市民の経済活動を発展させようとした。彼らには様々な違いもあったが、「平和」を維持し、同胞をより「幸福」にする方策については一致していた。例えばトマス゠ホッブズ、ジョン゠ロック、ベネディクト゠ドゥ゠スピノザ、フーゴー゠グロティウスらは、信者同士が殺し合いをしてまで争った神学的な「違い」が、本来はいかに脆弱な根拠に基づいているかを指摘した。また彼らによって、聖典は多くの信者が考えているよりも遥かに明晰さが無いのだと示されて、聖典の政治的主張は、信者が想像するよりもずっと狭いことが示された。このようにして、宗教的熱狂は冷まされていった。
神秘的な「永遠の救済」が得られないのではないかという懸念もあったが、上記の政治理論家たちは、そういった宗教的懸念を「現世での安寧」へと転じさせた。何故なら「現世での安寧」が得られる見込みが高まれば、実用的な平和や合意を築きやすくなるからだった。
これら17世紀の思想家の予見では、「良き生活」の共通理想像を実現することにおいて、「国家」というものは将来、限定的な役割しか持たなくなる。そして「良き生活」のゴールは「自由」とされ、自由に至る手段の一つとして「市場」が擁護されるようになった。
資本主義社会（市民社会）の持つ自由や文化的多元主義を初めて示した者はグロティウスであり、これらを最も明確に示した論はホッブズの『リヴァイアサン』（1651年）である。宗教的な人々は社会支配を目指していたが、ホッブズは彼らの主張の土台を崩しにかかった。ホッブズは、「永遠に地獄に落ちる」というような人々の恐れを除去し、彼らが来世での「魂の運命」よりも、現世の事柄へ集中できるようにした。それに伴って、「勇気」「統率力」「武勇」というような「徳」を強調することは、平和の存続にとって脅威であると見なされるようにもなった。

### 世俗化と利益追求
ホッブズら啓蒙的・合理的知識人によって、価値観は転換させられていった。伝統的に「徳」と考えられていた「敬虔」や「信仰」は、迷信深さ、騙されやすさへと変わった。かつては高評価されていた「名誉」「栄光」「統率力」「情熱」は、争いや戦争の原因として扱われるようになった。
それに対し、宗教や伝統によって低く評価されていた「平和を好み、社交性のある、安楽な生活」は、目標として位置づけられた。18世紀初頭になると、バーナード゠デ゠マンデヴィルは『蜂の寓話、私悪は公徳』において、次の通り述べた。
マンデヴィルが言うには、自尊心や贅沢（ぜいたく）を満たそうとしないと、商業や技術革新は止まってしまう。ルソーは啓蒙主義者の中で最も激しく商業を批判した一方で、商業が「不道徳な基礎」の上に成立しているとするマンデヴィルの考察には、ルソーさえも賛同していた。後に続く世紀では、市場について賛成論も反対論も現れたが、両論ともマンデヴィル流の主張を含んでいることが共通している。

### 合理的市場拡大と国際化

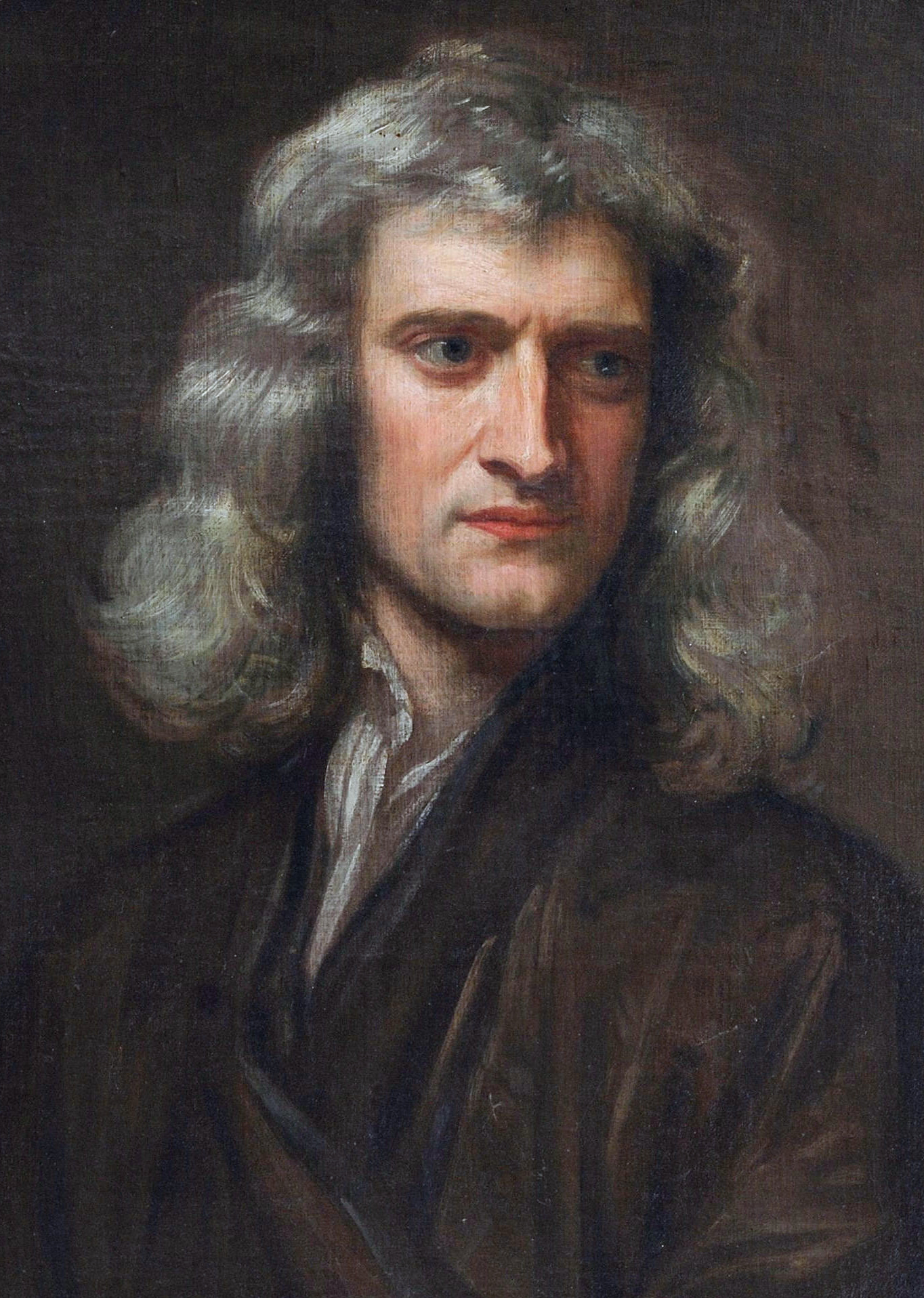
ニュートン

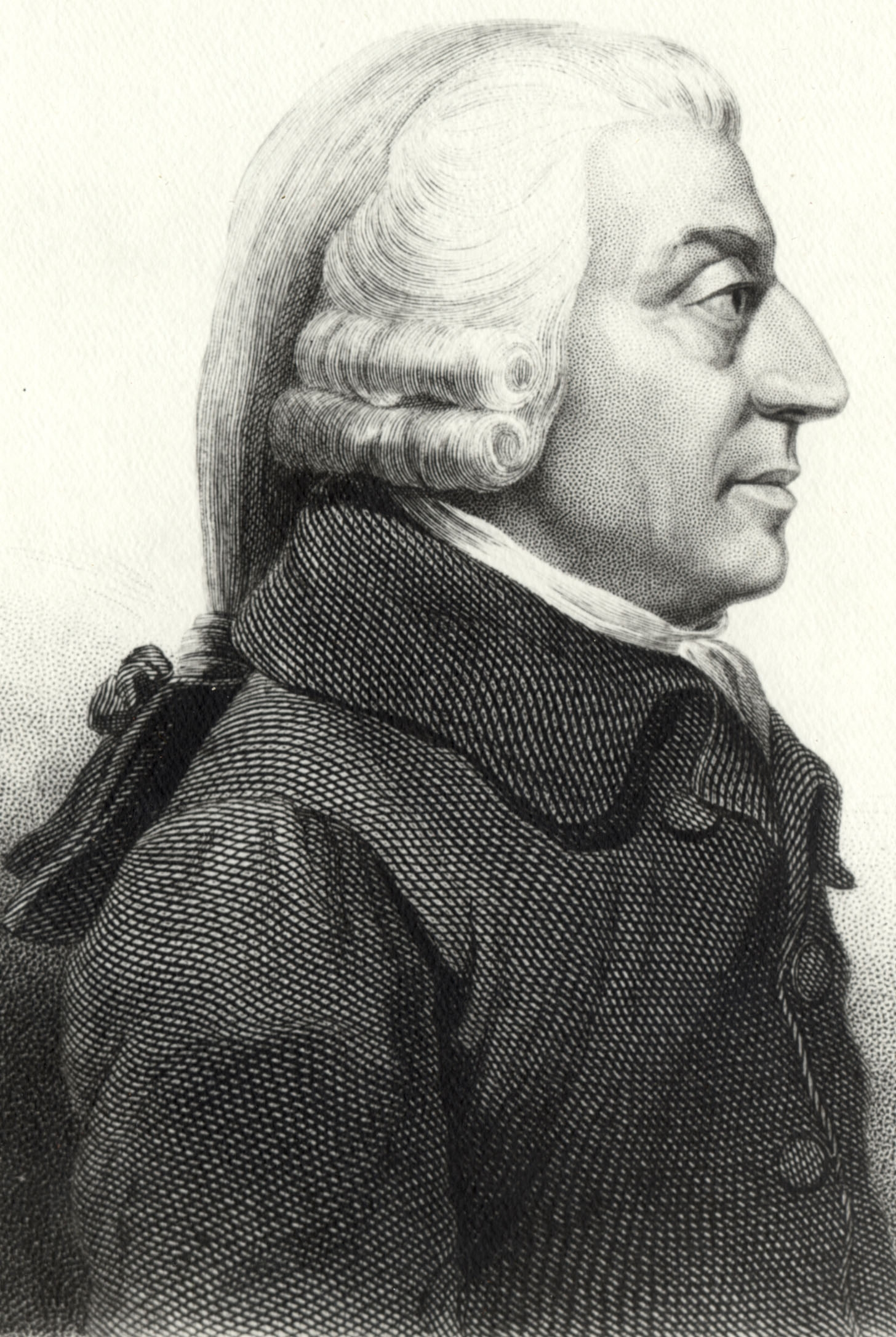
スミス

伝統や形式を重視・継承する特権階級（君主や貴族、聖職者や騎士など）よりも、国際的に交渉・計算する商人の方が利益や幸福をもたらす、という考えはヴォルテールによって広められた。彼は次の通り述べている。
ヴォルテールの考えでは、誰もが共通の合理的法に従って課税に服すことが正当であり、こうも述べている。
ヴォルテールのような啓蒙主義者・合理主義者たちは、自然法則を発見した物理学者アイザック゠ニュートンを、知的生活の模範とした。彼らの考えでは、合理的・平和的経済活動にとっての「悪玉」が宗教家・貴族・軍人などであり、「英雄」が商人・知識人などだった。そして伝統的特権や宗教税（十分の一税）は、不合理なものとして批判され、後に資本主義革命（市民革命）によって廃止された。
アダム゠スミスの『国富論』によると、公正な制度の下では、資本主義社会（市民社会）の普及によって一層の「個人的な自由」がもたらされ、国家間にはさらなる「平和」が訪れる。すなわち市場が拡大し社会が発展すれば、個人が物事を全体的に担当することは不可能となり、分業が強化されていく。軍事や武術を含め人類の行為は、分業によってそれぞれ一層複雑に発展していき、ある一つの技能を習得するだけでも専門的能力が要求されるようになる。これによって、多くの人間が兵士にふさわしくなくなる。また商業社会が平和である場合、兵法は社会にとって利益をもたらさない。このようにして資本主義社会は、一面では貧しい近隣社会から略奪される危険を増大させているが、別面では、戦争を実行に移す困難度や費用を増大させている。

## 資本主義憲法と平和主義の関連

### 日本国憲法
資本主義憲法または市民憲法とは、資本主義革命（市民革命）に基づいて成立した憲法、およびその系統の憲法であり、日本国憲法、アメリカ合衆国憲法、フランス共和国憲法などの西側諸国の憲法を指す。

#### 防衛省・自衛隊の方針
防衛省・自衛隊は平和主義および日本国憲法（特に第9条）について、「防衛白書」で次の通り述べている。

憲法と防衛政策の基本
わが国は、第二次世界大戦後、再び戦争の惨禍を繰り返すことのないよう決意し、平和国家の建設を目指して努力を重ねてきた。恒久の平和は、日本国民の念願である。この平和主義の理想を掲げる日本国憲法は、第9条に戦争放棄、戦力不保持、交戦権の否認に関する規定を置いている。もとより、わが国が独立国である以上、この規定は、主権国家としての固有の自衛権を否定するものではない。政府は、このようにわが国の自衛権が否定されない以上、その行使を裏づける自衛のための必要最小限度の実力を保持することは、憲法上認められると解している。
このような考えに立ち、わが国は、憲法のもと、専守防衛をわが国の防衛の基本的な方針として実力組織としての自衛隊を保持し、その整備を推進し、運用を図ってきている。

#### その他
日本国憲法前文および日本国憲法第9条についての解釈の一つとして、憲法第9条で規定される軍事力の不所持は、正当防衛や緊急避難も含めたあらゆる軍事力の保有と行使を否定した平和主義という解釈がある。当初の政府の解釈では、国際平和の達成時には軍隊は不必要であるから率先して軍隊を持たないとし、実際に軍隊を持っていなかった（ただし在日米軍の駐留は続いていた）。しかし、冷戦の激化などとともに憲法第9条の解釈として、他国への軍事力による侵略や介入を否定しているのであり、主権国家として国連憲章第51条が定める自衛権は保有している、そのため、自国の国民の生命・安全・財産・領土・領海・領空を軍事力による侵略や介入から守るため（自衛のため）の必要最小限度の実力の保有と行使は容認しているとの解釈に変更され、戦後以降現在の日本も事実上の国軍である自衛隊を保持している。
憲法9条を文言通りに解釈し、平和主義に立った場合、諸外国にとって、日本は決して反撃をしない国だと思われる。すると、侵略者となることが合理的であるかのように見える。このことは、憲法学者の長谷部恭男によって指摘されている。この観点からすると、最低限の自衛力は各国と抑止的な関係に立つために今のところ必要である。重要なのは、やられたらやり返すという「ポーズ」であるとされる。もちろんそのためには軍事的な実力をもっていなければならないし、万が一その必要が生じれば、軍事攻撃を行うこともあるだろう。
一方で一旦自衛力を容認すると、うやむやのうちに「自衛」の解釈が広がって、侵略戦争も「自衛」とされる危険がある。欧米諸国では侵略戦争とみなされている太平洋戦争は、戦中の日本では「自存自衛」のための戦争とされていた。また、アラブ側では「侵略」と見られているイラク戦争を、アメリカは「自衛」とするなど、侵略的な意図を持って戦争を仕掛けることが自衛の口実で行われることがしばしばあることが問題であるとするものである。この意見によると国内法では「自衛」は緊急避難や正当防衛としてその正当性が定着しつつあるが、国際的にはまだ共通理解ができていないことが問題点の一つとされる。その対応として自衛隊は専守防衛を旨としている。
もう一つ日本国憲法と平和主義のかかわりについて、特に非武装主義を否定する立場から、「日本国憲法9条は『一国平和主義』に過ぎず、世界にこの理念が広がる余地はない」という主張がなされている。（日本）一国平和主義では、悪く言えば「日本が平和ならそれで良い」という考えであるという意見も唱えられている。これに対して、すでに諸外国の多くの憲法に平和主義的規定があり、憲法第9条はその理想主義的な具現化であるから、基本的理念はすでに世界的に共有されており、いずれは世界的に受け入れられる素地があるとの主張もある。しかし、憲法9条が「一国平和主義」でなく「世界平和主義」に立つことはその前文（日本国憲法前文）に明記されていることからも明らかである。その前文にはこうある。「われらは、平和を維持し、専制と隷従、圧迫と偏狭を地上から永遠に除去しようと努めている国際社会において、名誉ある地位を占めたいと思う。われらは、全世界の国民が、ひとしく恐怖と欠乏から免れ、平和のうちに生存する権利を有することを確認する。われらは、いずれの国家も、自国のことのみに専念して他国を無視してはならないのであって、政治道徳の法則は、普遍的なものであり、この法則に従うことは、自国の主権を維持し、他国と対等関係に立とうとする各国の責務であると信ずる。」
事実、自国の安全という意味での一国平和主義を軍事力で確保しようとすることは憲法9条第二項により放棄されているのであり、また強力な国々の一方的な平和主義になりかねない国際紛争に武力を用いる行為も憲法9条第一項で放棄されていることからして、そもそも憲法9条の精神は自分さえ平和ならいいという立場に最も否定的である、とされることもある。9条第一項には「国際平和を誠実に希求」するという趣旨が明記されており、第二項もその第一項の目的を達成するために戦力の不保持を謳っている。つまり日本一国のためというより世界の平和のために自ら率先して非武装化しようという立場であるから、厳密に言えば、憲法9条の絶対平和主義は一国平和主義の対極に位置している、という意見もある。
さらに近年では、日本憲法における平和主義の理念が実質的に戦後の日本復興を下支えしたとする意見もあり、憲法9条が必ずしも国益を損なうわけではないという評価がある。これに対し、経済のグローバル化が加速する中、米国の核の傘のもとでの「平和主義」がこれまで同様に有効であり続けるかについて反論する者もいる。
その他、戦争の回避や抑制を目的とする考え方や手段は多様であるので、以下にその具体例を挙げる。詳細は本項と併せて参照。
- 汝平和を欲さば、戦への備えをせよ
- 孫子
- 勢力均衡 - 脅威均衡
- 抑止力
- 安全保障#国際安全保障体制の理論
  - 集団防衛
  - 集団安全保障
  - 相互確証破壊
  - 核抑止

## 平和主義への批判
平和主義に対する批判は主に以下のような点が挙げられる。

### 実践の問題性
あらゆる政治思想がそうであったように、平和主義の実践そのものが成功したとしてもそれが必ずしも人類の幸福が達成されるとは限らず、したがって平和主義が結果として倫理的に善いとは限らない。また平和主義の実践である平和運動や非暴力運動は相手側の「間違い」を正すために自らが苦痛を受けることを相手または傍観者に見せ付けることで成立しているが、これは意図においては特定の思想を強制する行為であり、倫理的な問題がある。

### 個人的な思想の政治思想化
平和主義は個人またはきわめて少人数の集団において実践可能なものであり、これを政治思想とすることの難しさにしばしば自覚的でない。これは個人の善の延長上に社会全体の善が必ずしもあるわけではないことと対比できる。

### 平和の絶対視
平和の価値を絶対視してその上に思考することは決して理性的なことではない。なぜならばその平和の価値が歴史的にすでに万人に受け入れられた価値だと認められていないからである。ニーバーは強制があれば平和は存在しないが、過剰な強制で平和が存立しているような国では平和はマイナスに作用しうると述べており、「墓場の平和」に陥ることを危険視している。

### 戦争原因の無理解
平和主義者は戦争の原因について深く理解していない場合が見られる。戦争はその形態や主体によって様相が異なる複雑な政治現象であり、その原因は近代的な国家間の国益に関わる問題だけでなく、国内的な紛争である内戦においては宗教や民族、歴史などが重層的に組み合わさる。これらの政治的、経済的、社会的、民族的、歴史的な問題についての無知が平和主義の楽観主義的な啓蒙思想の源泉のひとつとなっている。
例えばニコラウス・クザーヌスがキリスト教と異教徒との和解を訴えたとき、彼には紛争やその原因となっている教義的・感情的な対立についての知識を持っていなかった。また近代において社会科学の発達とともに紛争理論も研究されたが、この理論が実行可能でかつ有効であるとは限らず、事実現在においても多くの紛争が防げずに発生している。

### 言語操作
平和主義でしばしば使用される「平和」の定義は哲学的または学問的な考察を経ておらず、非常に多様な意味を持つ概念である。しかも言語学的に見れば特殊なニュアンスを持つため、言語操作が意識的または無意識的に行われることになる。これはあるひとつの行為が「平和的」なものかまたは「戦争的」なものであるかが発言者によって意図的に選択する可能性の潜在を指摘するものである。
例えば領土をめぐる国際紛争において緊張が高まり、当事国が戦争の勃発の際に対処できるように部隊を基地から出して国境地域に展開したとする。これらの軍事活動に対して部隊の輸送路に人の壁を作って平和を訴えたとする。これは活動の主体が平和主義の精神に基づいたとしても、無意識的であれ片方の当事国の軍事活動のみを妨害するという利敵行為の側面があるため、敵国の戦争行為を援助することになる。この例は完全主義的な平和主義の実践であるが、このような活動を「平和」活動とするのか「戦争」活動とするのかという問題は主観の相違に起因する問題に他ならない。ゆえに言語操作の潜在性を指摘することができる。

## 関連文献
- ジョン・ロールズ『a theory of justice』『正義論』
- ロバート・ノージック『アナーキー・国家・ユートピア』
- ロナルド・ドゥオーキン『権利論』『法の帝国』『平等とは何か』
- イマヌエル・カント 『永遠平和のために』
- アリストファネス『アカルナイの人々』『平和』『女の平和』